# P. Lanskoy
P. Lanskoy (Russisch: П. Ланской) was een Russisch militair.
Bij gebrek aan een kapittel en een zorgvuldig bijgehouden register kon ook de ambtelijk secretaris en later kanselier van de Militaire Willems-Orde G.C.E. Köffler in 1940 over de op 4 november 1843 tot commandeur in de Militaire Willems-Orde benoemde luitenant-generaal P. Lanskoy niet veel meer vermelden dan dat hij in "Russische Dienst" was.

Koning Willem III der Nederlanden verleende veel Willemsorden. Soms ging het om verdiensten voor de Nederlanden maar ook zij die de reactie en de reactionaire belangen in Europa dienden zoals de bij het neerslaan van de Hongaarse vrijheidsstrijd betrokken officieren mochten zich in dergelijke zichtbare blijken van de Koninklijke gunst verheugen. De Nederlandse Willemsorde werd ook verleend aan gasten bij koninklijke begrafenissen en de door de koning bewonderde Russische veroveraars van de Kaukasus.